# Piłka nożna w Irlandii Północnej

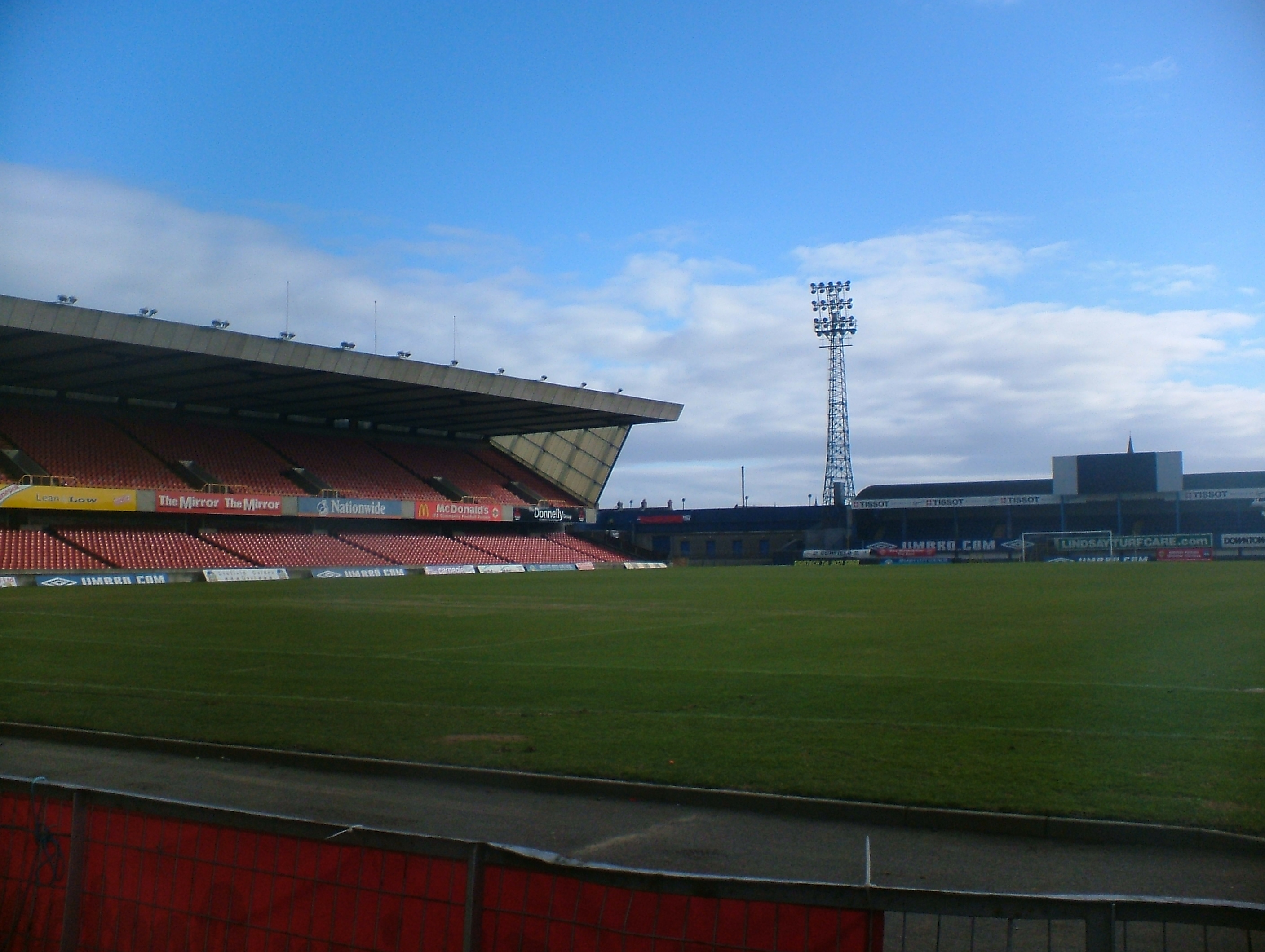
Windsor Park, arena domowa reprezentacji narodowej

Piłka nożna (ang. football futbol) jest najpopularniejszym sportem w Irlandii Północnej. Jej głównym organizatorem na terenie Irlandii Północnej pozostaje Irish Football Association (IFA).
Według stanu na 1 listopada 2021 roku Steven Davis i Pat Jennings mają odpowiednio 130 i 119 występów reprezentacyjnych, a David Healy strzelił 36 bramek w barwach reprezentacji Irlandii Północnej.
W północnoirlandzkiej NIFL Premiership grają takie znane kluby, jak Linfield, Glentoran i Crusaders.

## Historia

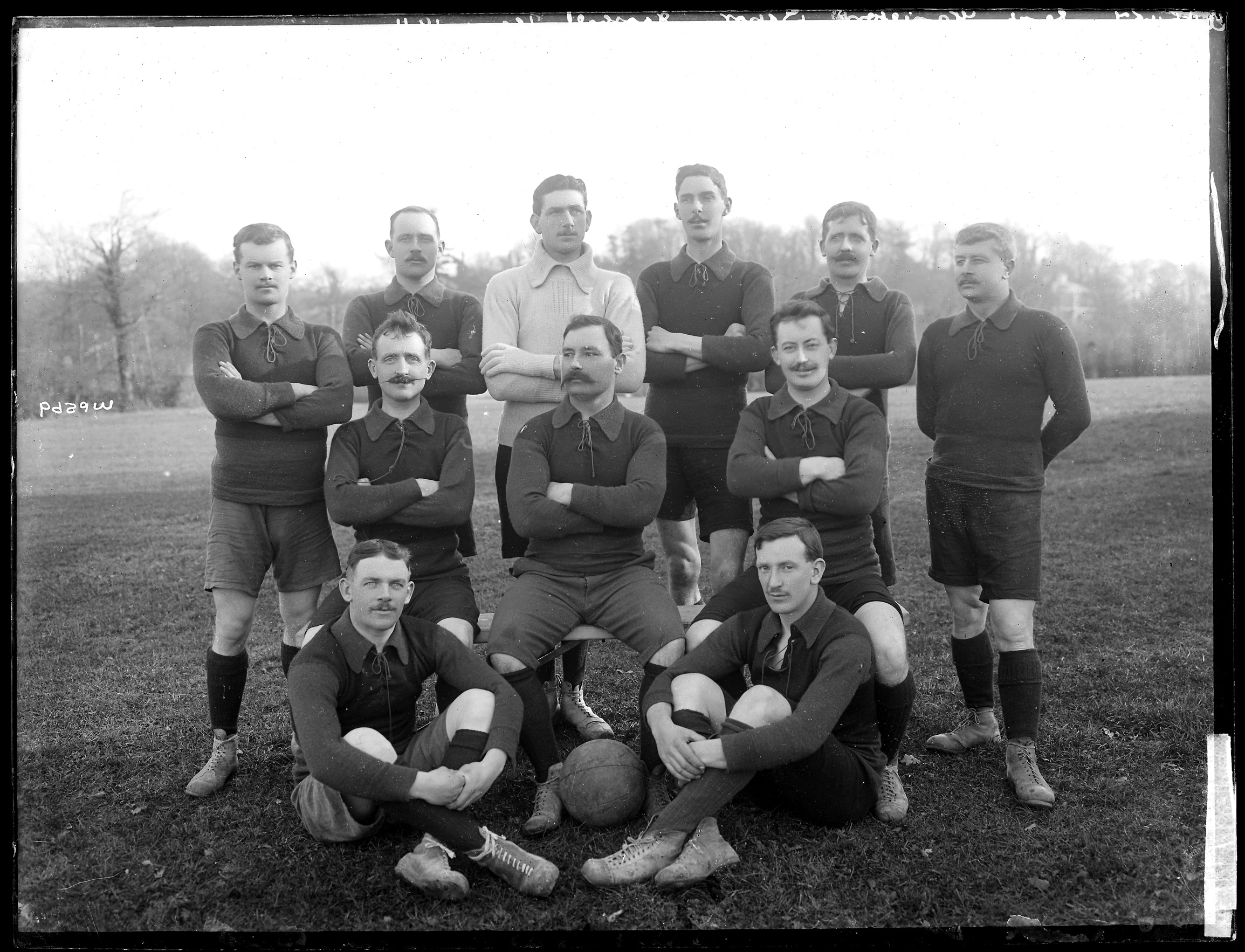
Grupowe zdjęcie drużyny piłkarskiej Sergt. Hamilton Depot w 1911 roku.

Piłka nożna zaczęła zyskiwać popularność w Irlandii Północnej w drugiej połowie XIX wieku. 20 września 1879 w Belfaście powstał pierwszy północnoirlandzki klub piłkarski Cliftonville F.C., potem następne. Po założeniu irlandzkiej federacji piłkarskiej - IFA w 1890 roku, rozpoczął się proces zorganizowania pierwszych oficjalnych Mistrzostw Irlandii w sezonie 1890/91. Rozgrywki Irish Football League zostały utworzone jako rozgrywki piłkarskie dla klubów z całej Irlandii w 1890 (zwłaszcza, że początkowo wszystkie kluby miały swoje siedziby na terenie Irlandii Północnej). Tak powstała liga Irlandii Północnej, która wraz z odłączeniem się od Irlandii w 1921 oddzieliła też swoją ligę i związek.
Irish Football League jest drugą najstarszą ligą na świecie, będąc starszą o jeden tydzień niż Scottish Football League. Tylko angielska The Football League jest starsza (1888).
Mistrzostwa w latach 1916-1919 i 1941-1947 były nieoficjalne, z powodu I i II wojny światowej.
Od sezonu 1995/96 do 2002/03 najwyższa liga (Irish Football League) została podzielona na dwie dywizje: Premier & First Division. Od 2003 roku pozostała jedyna liga, ale już kluby spadały do niższych lig. W 2003 roku Irlandzki Związek Piłki Nożnej (IFA) postanowił stworzyć najwyższą klasę rozgrywkową w Irlandii Północnej - Irish Premier League.
W sezonie 2008/09 liga zmieniła nazwę na IFA Premiership, a w 2013/14 na NIFL Premiership.

## Format rozgrywek ligowych
W obowiązującym systemie ligowym trzy najwyższe klasy rozgrywkowe są ogólnokrajowe (NIFL Premiership, NIFL Championship i NIFL Premier Intermediate League). Dopiero na czwartym poziomie pojawiają się grupy regionalne.

## Puchary
Rozgrywki pucharowe rozgrywane w Irlandii Północnej to:
- Puchar Irlandii Północnej (Irish Cup),
- Puchar Ligi Irlandzkiej (Irish League Cup),
- Superpuchar Irlandii Północnej (Irish FA Charity Shield) - mecz między mistrzem kraju i zdobywcą Pucharu.